# Casimir Giralt i Bullich
Casimir Giralt i Bullich (Barcelona, 23 de juliol de 1883 - Barcelona, març de 1957) fou un dramaturg, advocat i polític català.

## Biografia
Va néixer al carrer del Consolat de Mar de Barcelona, fill de l'ebenista Faust Giralt i Macaya (1861-1928), natural de Barcelona, i de Teresa Bullich i Pavà (1861-1933), natural d'Isona.
Començà militant en el Centre Nacionalista Republicà i després passà al Partit Republicà Radical, del qual fou un dels dirigents més destacats i després del 1931 fou tinent d'alcalde de la minoria radical a l'Ajuntament de Barcelona. Va ser redactor del diari El Poble Català i vocal a la Junta dels Museus. El 1931-1932 fou conseller de finances de la Generalitat de Catalunya. També fou un destacat maçó i Gran Mestre Adjunt de la Gran Lògia Espanyola.

## Obres
Teatre
- Deslliurança (1904)
- La barcelonina. Estrena Teatre Principal, de Barcelona (1911).
- Nada entre dos platos. Un acte. En col·laboració amb Ramon Capmany. Estrena al Teatre Romea (1914).
- Boi el meravellós (1917)
- La maja de los lunares (1920). Opereta en 2 actes. Llibret en col·laboració de Lluís Capdevila i Vilallonga. Música de Ferran J. Obradors

Prosa
- Aiguaforts, novel·la (1908).